# Narodni park Gobi Gurvansajhan
Narodni park Gobi Gurvansajhan (mongolsko: Говь гурван сайхан байгалийн цогцолбор газар, Gobi kompleks treh lepotic narave), je narodni park v južni Mongoliji. Park je bil ustanovljen leta 1993 in razširjen na sedanji obseg v letu 2000. Park ima na skoraj 27.000 kvadratnih kilometrov in je največji narodni park v Mongoliji. Razteza se 380 km od vzhoda proti zahodu in 80 km od severa do juga.
Park je imenovan po pogorju Gurvan Sajhan, kar se prevaja kot Tri lepotice. Ime izhaja iz treh pod-območij, Vzhodna, Srednja in Zahodna Lepotica. Najvišja točka vzhodnega dela je Tahilgat (2846 m), v srednjem delu - Erdenetsogt (2824 m) in v zahodnem delu - Bogd (2511 m). Pogorje tvori vzhodno polovico parka.
Park leži na severnem robu puščave Gobi. V višjih legah je stepsko področje in doseže nadmorsko višino do 2600 metrov. V parku so našli številne redke rastline in živali, tudi ogroženega snežnega leoparda in Gobi kamele. Področja peščenih sipin so obsežna, najslavnejše so pojoče sipine Hongorin Els. Spadajo med največje sipine v celotni Mongoliji. Druga pomembna turistična destinacija je Jolin Am, gorska soteska, ki je večji del leta zaledenela. Sledi še območje Nemegt, kanjon izjemno preoblikovanega peščenjaka rdečkaste barve, kjer so našli ostanke dinozavrov. Podobna pokrajina je oblikovana v območju imenovanem Khermen Cav.
Vzhodni del parka je najhitreje dostopen iz mesta Dalanzadgad, ki je povezan z letalom ali po cesti iz Ulan Batorja. Večji del parka pa je dostopen le po brezpotjih z ustreznimi vozili in primerno opremo za bivanje na prostem.

## Pokrajina in vegetacija
Prevladujoča krajina je gorovje Gobi-Altaj. Predvsem v vzhodnem delu parka so mogočne gore, drugače pa prevladujejo polpuščavska območja Gobija. V regiji Zuun Saikhan ležijo tudi zadnji obsežnejši gozdovi. Na severnih pobočjih na nadmorski višini 2.500 m rastejo brinovi gozdovi, robovi in podnožja gora so obdana z drugimi sortami grmovnic. Priljubljena kot vir drv in zato ogrožena je grmovnica Haloxylon ammodendron, ki je zaradi težkih razmer v povprečju le okoli 1,5 m visoka. Obstajajo tudi druga manjša drevesa, kot so vrbe in breze.

### Sipine Hongorin Els
Hongorin Els je največje območje peska v Narodnem parku Gobi Gurvansajhan. S površino 900 km² je eno od največjih v Mongoliji. Sipine se dvigajo iz ravnice v smeri severozahod in dosegajo višino okoli 200 m, široke so med 6 in 12 km ter dolge okoli 100 km. Obkrožene so z gorami, starodavnimi jezeri in reko. Zanimive so zaradi svoje rumeno bele barve, ob vznožju pa porastle z bujno zeleno vegetacijo, ki ji rast omogoča manjša reka. To vegetacijo izkoriščajo tako ptice selivke, kot nomadi za pašo krav, konj in kamel.

### Jolin Am
Jolin Am je soteska, ki z okolico zavzema 69 km² zaščitenega območja. Že leta 1965 je bilo območje zavarovano zaradi izjemne favne in flore ter stalnega ledu, ki pa ga danes ni več.

### Khermen Cav, Nemegt
Khermen Cav in Nemegt sta območji preoblikovane narave rdečkastega peščenjaka in drugih barvno pestrih kamnin in nahajališči paleontoloških ostankov. Ležita v skrajnem zahodnem delu parka. Že od leta 1892 so na območje prihajale ekspedicije iz Poljske, Rusije, Japonske, Nemčije, ZDA in drugih držav. Leta 1971 so poljsko-mongolski raziskovalci našli dva manjša dinozavra (Protoceratops), ki sta bila sprijeta z zobmi za vratom, očitno v boju. Našli so še več drugih okostij in jajca. Danes so nekateri primeri v Mongolskem naravoslovnem muzeju v Ulan Batorju.

### Oaza Zulganaj
Zulganaj je mala oaza v zahodnem delu Parka ob poti v Khermen Cav skozi katero teče manjša reka. Obdana je s sipinami in nekaj kilometrov meandrira po puščavi preden izgine v pesku. Je ena zadnjih oaz v Mongoliji, ki se je človek še ni dotaknil. Porasla je z ostanki prvotnega gozda in trstičjem (Phragmites communis). V preletu je mogoče videti jate 10 do 100 ptic peščenih kur (Syrrhaptes paradoxus). Tukaj živi tudi Przewalskijev čudežni gekon (Teratoscincus przewalskii).

## Živalstvo
Narodni park Gobi Gurvansajhan je bogat z divjimi živalmi. Sibirski kozorog, golšasta gazela (Gazella subgutturosa) in mongolska gazela (Procapra gutturosa) se pojavljajo v relativno velikih, stabilnih populacijah. Sibirski kozorog predvsem kolonizira skalna pobočja gora, gazele raje vzhodne dele parka. Še vedno jih najdemo v velikih čredah več tisoč glav. Redke argalije (Ovis ammon) najdemo predvsem na travnatih pobočjih ali polpuščavskih gorskih podnožjih. Zdi se, da imajo vse manj konkurence domačih živali. Pol osli so le redko videni in se pojavljajo sezonsko. 
Zelo redke divje dvogrbe kamele (Camelus ferus) in medvedi (mongolsko Mazaalai) prodrejo občasno iz drugih delov Gobija, predvsem v zahodne predele rezervata. Na skrajnem zahodu parka, na barju vzdolž reke Zulganain, najdemo divje svinje. V narodnem parku živijo tudi večji plenilci. V gorah so snežni leopardi in volkovi. Divji konji Przevalski (Equus przewalskii) in vapitiji (Cervus canadensis) so bili na območju narodnega parka v 20. stoletju skoraj izkoreninjeni.
V gorah parka živi veličastni brkati ser. Vzhodno območje parka je dom ogroženemu sokolu plenilcu in ga je organizacija BirdLife International razglasila za mednarodno pomembno območje za ptice.
V letu 1996 se je v narodnem parku paslo več kot 200.000 živali. Hišni ljubljenčki so lahko prisotni le v manj strogih zavarovanih predelih, v osrednjih območjih so prepovedani.

## Turizem
Puščava Gobi je znana kot eno največjih grobišč dinozavrov na svetu. Tukaj, v narodnem parku so našli skelete in jajca dinozavrov stara 80 milijonov let. Najbolj znano grobišče dinozavrov se imenuje Bajanzag. Prav tako je vredno obiskati gere, domovanja nomadov, ki spreminjajo svoj kraj bivanja, da bi našli nove pašnike za živino.